# Sebastiano Rossi
Pour les articles homonymes, voir Rossi.
Sebastiano Rossi est un ancien footballeur italien né le 20 juillet 1964 à Cesena, dans la province de Forlì-Césène en Émilie-Romagne. 
Ce gardien de but de grande taille a joué dans différents clubs italiens, mais est particulièrement connu pour ses douze saisons au Milan AC (de 1990 à 2002), avec lequel il remporte notamment une Ligue des champions et cinq championnats d'Italie. 
Au cours de sa carrière, Sebastiano Rossi a disputé 346 de Serie A, dont 240 avec le club lombard.

## Carrière
Sebastiano Rossi intègre en 1979, à 15 ans, le club de football de sa ville natale, l'AC Cesena, alors en Serie B. Lors de la saison 1982-1983, il fait ses débuts professionnels à l'occasion d'un prêt au FC Forlì, club de Serie C1 (D3 italienne), mais ne devient titulaire d'un club professionnel que trois ans plus tard, alors qu'il est prêté à Rondinella Calcio, autre club de C1. À son retour à Cesena en 1986, il devient finalement titulaire en équipe première, alors que le club obtient sa promotion en première division. Il y réalise par la suite trois saisons pleines sous la direction de Albertino Bigon puis de Marcello Lippi. 
En 1990, il est recruté par le Milan AC, champion d'Europe en titre, comme doublure de Andrea Pazzagli. Il devient titulaire la saison suivante, derrière des défenseurs du meilleur niveau mondial, tels que Paolo Maldini, Franco Baresi, Mauro Tassotti, Alessandro Costacurta, Marcel Desailly ou encore Christian Panucci. Malgré les nombreux succès de l'équipe milanaise, qui remporte notamment quatre championnats en cinq saisons et réalise une série de 58 matches sans défaite sous la direction de Fabio Capello, Rossi n'est jamais sélectionné en équipe nationale, la solidité du Milan AC étant davantage portée au crédit des défenseurs que du gardien.
À partir de 1996, les Milanais connaissent des résultats très en retrait. Lors de la saison 1997-1998, Rossi, qui a 33 ans, est mis en concurrence avec Massimo Taibi, avant de perdre définitivement sa place la saison suivante au profit de Christian Abbiati. Après une saison blanche en 2001-2002, il quitte Milan pour Perugia Calcio, où il réalise une dernière saison à 38 ans.
En plus de cinq scudetti, Sebastiano Rossi a remporté avec le Milan AC la Ligue des champions en 1994 (et disputé deux autres finales en 1993 et 1995), la Coupe intercontinentale (en 1990), la Supercoupe de l'UEFA à deux reprises (1990 et 1994) et trois fois la Supercoupe d'Italie. Par ailleurs, Rossi détient pendant 22 ans le record du nombre de minutes sans buts encaissés en Serie A. Entre le 12 décembre 1993 et le 27 février 1994, il garde en effet sa cage inviolée durant précisément 929 minutes (11 matches). Ce record est pris en mars 2016 par Gianluigi Buffon de la Juventus qui porte cette marque à 973 minutes.

## Parcours
- 1978–1982 : AC Cesena (formation)  Italie
- 1982–1983 : FC Forlì (prêt)  Italie
- 1984–1985 : Empoli FC (prêt)  Italie
- 1985–1986 : AC Rondinella Marzocco (prêt)  Italie
- 1986–1990 : AC Cesena  Italie
- 1990–2002 : Milan AC  Italie
- 2002–2003 : AC Pérouse  Italie

## AC Milan
- Vainqueur de la Ligue des champions en 1994 (finaliste en 1993 et 1995)
- Vainqueur de la Coupe intercontinentale en 1990
- Vainqueur de la Supercoupe de l'UEFA en 1990 et 1994
- Champion d'Italie en 1992, 1993, 1994, 1996 et 1999
- Vainqueur de la Supercoupe d'Italie en 1992, 1993 et 1994

### Distinction individuelle et records
- Membre de l'équipe du Milan AC 1993 élue 6e plus grande équipe de l'histoire du football, par le site ClubElo[4].